# 茶亭镇 (上饶市)
茶亭镇，是中华人民共和国江西省上饶市广信区下辖的一个乡镇级行政单位。

## 行政区划
茶亭镇下辖以下地区：
茶亭社区、包家村、前坊村、松坪村、昆山村、徐坞村、下裴村、高潭村、詹家村、西湖村、墩头村、应坊村、湖墩村和南岩村。